# Ocotea quixos

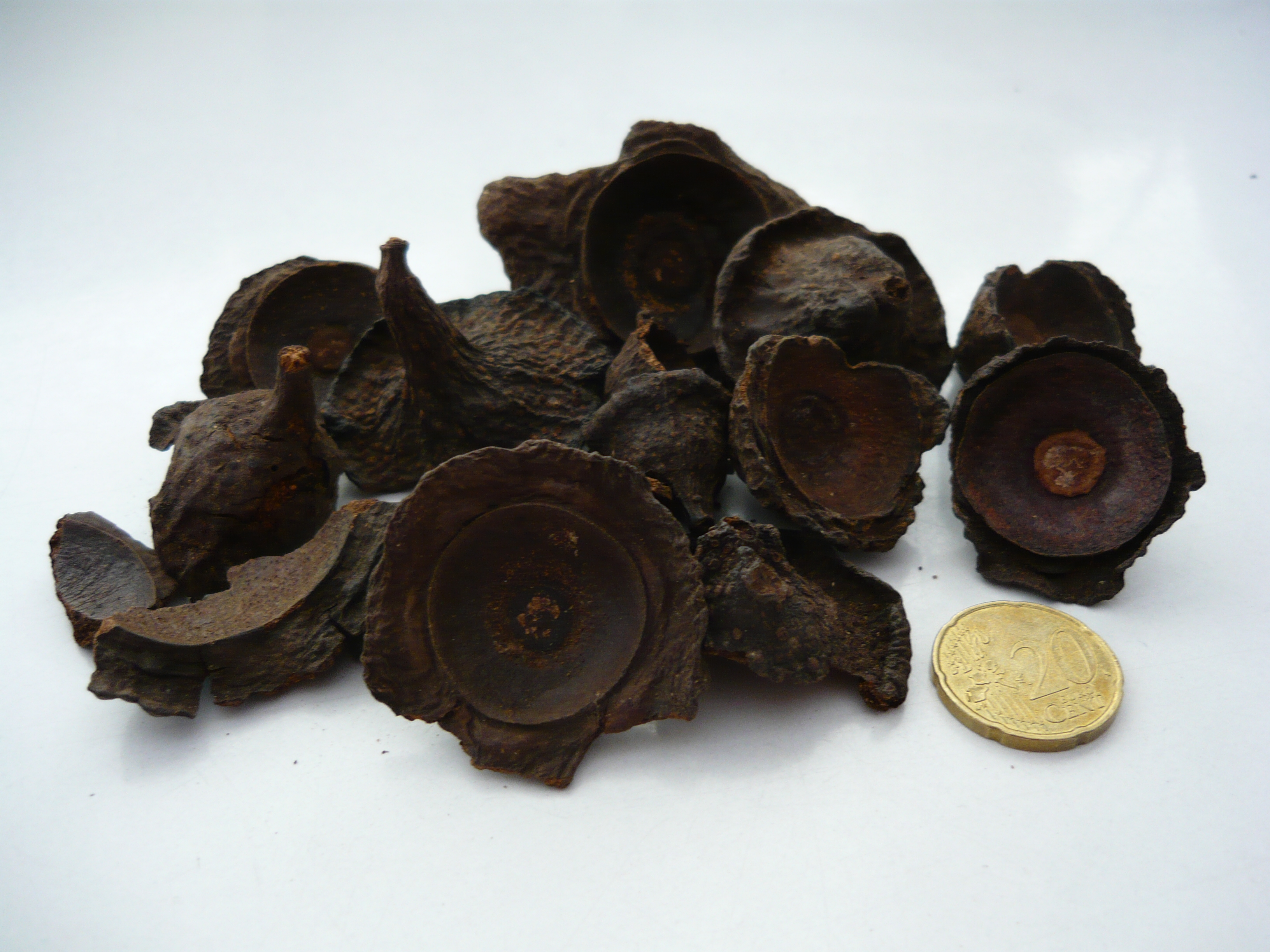
Cúpulas secas de ishpingo.

Ocotea quixos, conhecida pelos nomes comuns de ishpingo ou canela, é uma espécie de planta com flor da família das Lauraceae com distribuição natural na  Colômbia e Equador. A espécie é uma pequena árvore perenifólia cujos ramos e folhas exalam um aroma semelhante ao da canela, razão pela qual é tradicionalmente utilizada como especiaria na sua região de origem, onde é conhecida por ispinku em quechua do sul ou ishpinku em quechua (hispanizado para ishpingo, eshpingo).

## Descrição
A espécie Ocotea quixos prefere solos moderadamente acídicos, crescendo a um ritmo de cerca de 15 cm durante os primeiros três anos após a germinação.
Após a primeira floração, as flores são produzidas uma vez em cada dois anos. As sementes de ispinku apresentam cerca de 2,5 cm de diâmetro.

## Usos
Devido ao seu aroma e propriedades organolépticas, a planta é utilizada desde tempos imemoriais pelos povos ameríndios da sua região de ocorrência. A árvore é conhecida nas línguas quíchuas como ispinku ou ishpinku, termo que se refere especificamente às flores, e mais recentemente pela designação em espanhol de flor-de-canela ou hispanizado para ishpingo ou eshpingo.
O ritidoma (casca) desta planta é utilizada para produzir um produto frequentemente designado por «canela-equatoriana» ou «canela-americana», semelhante em aspecto, cheiro e sabor à canela comum (que também é produzida a partir de espécies do género Cinnamomum, também da família Lauraceae).
Acredita-se que o sabor da canela-equatoriana resulte da presença de metil-cinamato e trans-cinamaldeído, que também são encontrados nos óleos essenciais presentes nos cálices florais da planta.
Há relatos que demonstram que o produto é utilizado para fins alimentares desde o tempo do Império Inca, e os actuais equatorianos continuam a usar essa especiaria na sua culinária geral e na produção de alimentos para rituais. Ofertas destinadas a honrar os antepassados falecidos, por exemplo, frequentemente incluem alimentos como a mazamorra morada (um pudim roxo) e bebidas como a bebida alcoólica alajua, confecções que requerem o uso de ispinku como ingrediente chave. Uma bebbida muito popular, a colada morada, tem ispinku como o principal ingrediente.
A espécie é considerada uma planta medicinal, especialmente na medicina tradicional dos povos ameríndios da região onde ocorre. Os óleos essenciais presentes nas folhas desta espécie são usados na medicina tradicional de algumas tribos amazónicas pelas suas propriedades anti-inflamatórias e alguns dados obtidos em modernos estudos comprovam essas propriedades.
O estudo dos efeitos fisiológicos do trans-cinamaldeído mostram que é capaz de reduzir significativamente a produção de óxido nítrico (NO) pelos macrófagos (células do sistema imunitário), um dos processos que ocorre durante a inflamação. O mesmo estudo não encontrou o mesmo efeito no metil-cinamato.
Outros estudos mostraram que os óleos essenciais desta espécie podem reduzir a probabilidade de formação  de coágulos sanguíneos ao reduzir a capacidade de agregação das plaquetas no sangue.

## Taxonomia
A espécie Ocotea quixos foi descrita por (Lam.) Kosterm. e publicada em Recueil des Travaux Botaniques Néerlandais 35: 90, no ano de 1938. O epíteto específico tem uma rica sinonímia taxonómica que inclui:
- Borbonia peruviana Juss. ex Steud.
- Laurus quixos Lam.
- Mespilodaphne pretiosa Nees & Mart.
- Nectandra cinnamomoides (Kunth) Nees